# Placida dakariensis
Placida dakariensis is een slakkensoort uit de familie van de Limapontiidae. De wetenschappelijke naam van de soort is voor het eerst geldig gepubliceerd in 1953 door Pruvot-Fol.